# Abovian
Abovian (armeni: Աբովյան), és una població i comunitat municipal d'Armènia dins la província Kotaik. El 2001 tenia 43.495 habitants.
Abovian és considerada una ciutat satèl·lit de la capital Ierevan. La zona de l'actual Abovian estava habitada d'ençà el segle iv aC.

## Etimologia
L'actual Abovian es deia anteriorment Elar. El 1961, va ser rebatejada com Abovian en honor de l'escriptor armeni Khatxatur Abovian.

## Clima

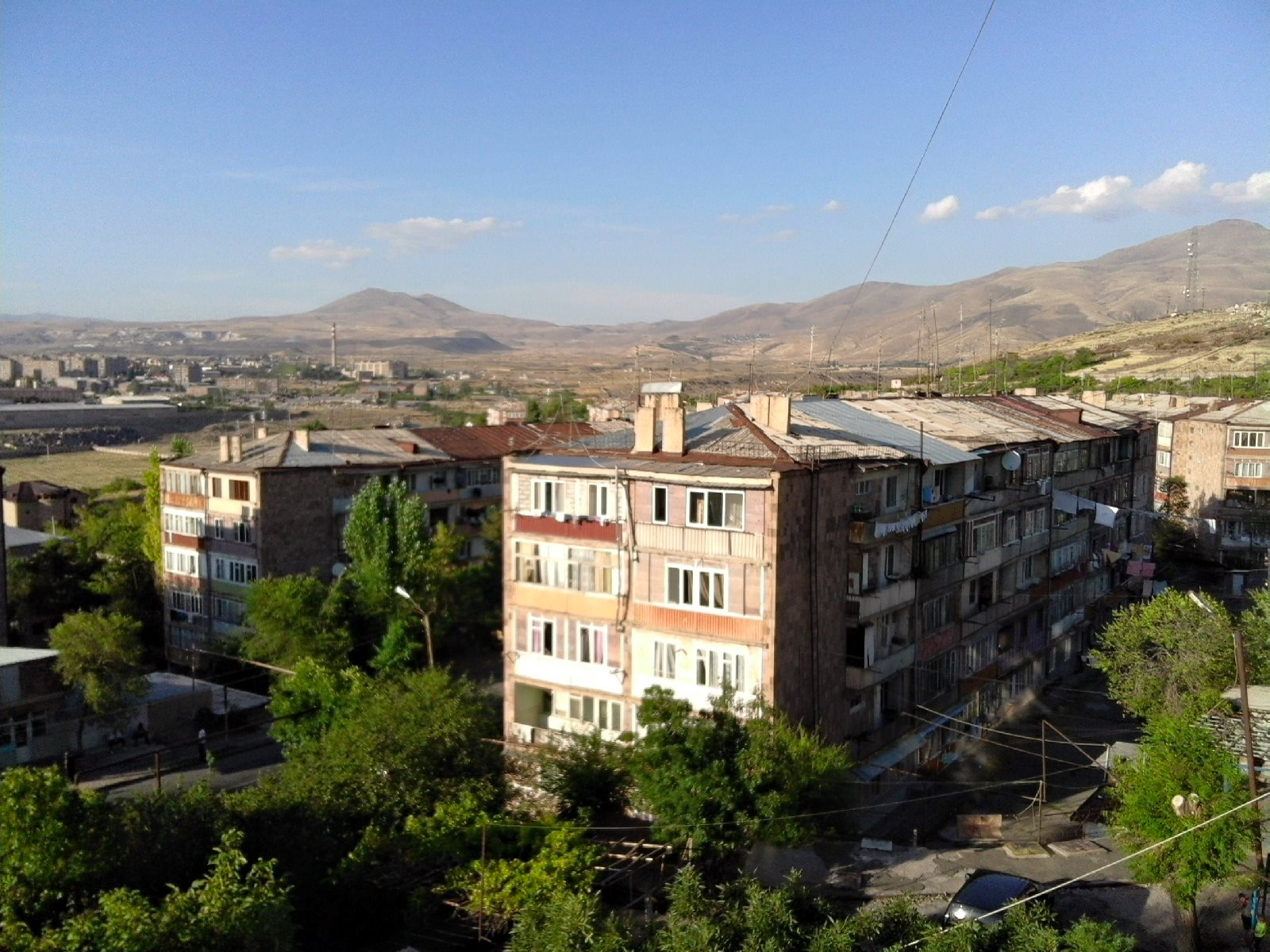
Abovian i el Mont Hatis

Abovian està situada a l'altiplà Kotaik està envoltada pel volcà Gutanasar. El seu clima és continental i sec.
| Dades climàtiques a Abovyan                      | Dades climàtiques a Abovyan | Dades climàtiques a Abovyan | Dades climàtiques a Abovyan | Dades climàtiques a Abovyan | Dades climàtiques a Abovyan | Dades climàtiques a Abovyan | Dades climàtiques a Abovyan | Dades climàtiques a Abovyan | Dades climàtiques a Abovyan | Dades climàtiques a Abovyan | Dades climàtiques a Abovyan | Dades climàtiques a Abovyan | Dades climàtiques a Abovyan |
| Mes                                              | gen                         | febr                        | març                        | abr                         | maig                        | juny                        | jul                         | ag                          | set                         | oct                         | nov                         | des                         | anual                       |
| ------------------------------------------------ | --------------------------- | --------------------------- | --------------------------- | --------------------------- | --------------------------- | --------------------------- | --------------------------- | --------------------------- | --------------------------- | --------------------------- | --------------------------- | --------------------------- | --------------------------- |
| Màxima mitjana °F (°C)                           | 33.1 (0.6)                  | 35.6 (2)                    | 45.7 (7.6)                  | 57.7 (14.3)                 | 67.1 (19.5)                 | 75.2 (24)                   | 82.2 (27.9)                 | 81.7 (27.6)                 | 75.0 (23.9)                 | 63.3 (17.4)                 | 49.6 (9.8)                  | 37.8 (3.2)                  | 58.67 (14.82)               |
| Mínima mitjana °F (°C)                           | 16.7 (−8.5)                 | 18.9 (−7.3)                 | 27.3 (−2.6)                 | 36.5 (2.5)                  | 44.2 (6.8)                  | 50.5 (10.3)                 | 56.7 (13.7)                 | 56.5 (13.6)                 | 48.2 (9)                    | 39.6 (4.2)                  | 30.9 (−0.6)                 | 22.5 (−5.3)                 | 37.38 (2.98)                |
| Precipitació mitjana polzades (mm)               | 0.71 (18)                   | 0.87 (22.1)                 | 1.18 (30)                   | 1.81 (46)                   | 2.80 (71.1)                 | 2.09 (53.1)                 | 1.22 (31)                   | 0.98 (24.9)                 | 0.87 (22.1)                 | 1.34 (34)                   | 1.02 (25.9)                 | 0.71 (18)                   | 15.6 (396.2)                |
| Font: http://en.climate-data.org/location/21596/ |                             |                             |                             |                             |                             |                             |                             |                             |                             |                             |                             |                             |                             |